# Andrejs Žagars

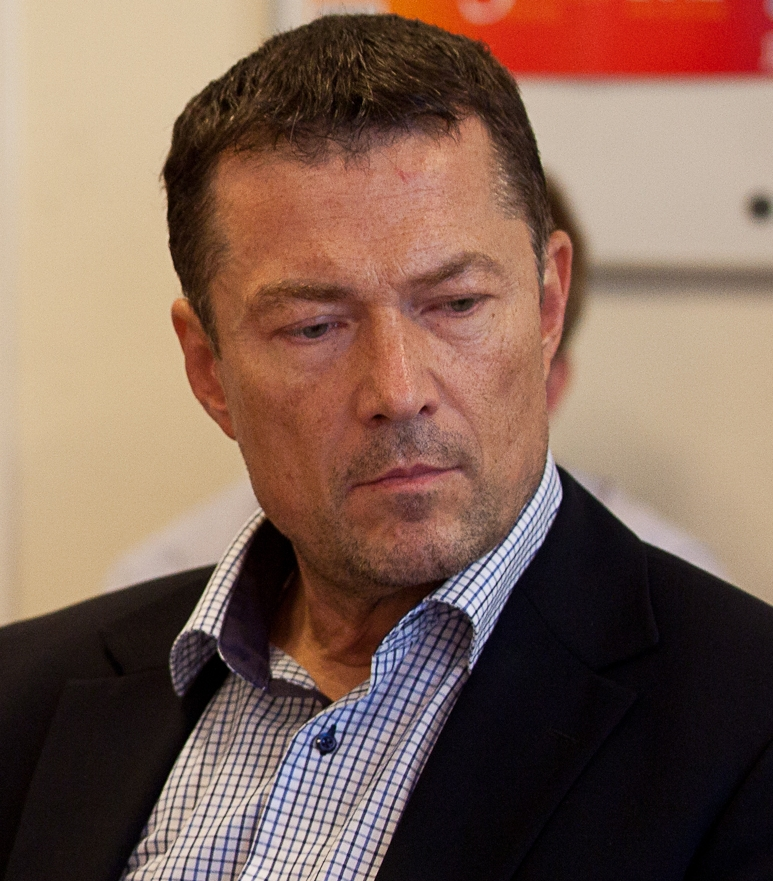
Andrejs Žagars (2012)

Andrejs Žagars, russisch А́ндрейс Жа́гарс (* 16. Oktober 1958 in Tschernogorsk, Russische Sowjetrepublik, Sowjetunion; † 26. Februar 2019 in Riga, Lettland) war ein sowjetischer und lettischer Schauspieler und Theaterintendant.

## Leben
Andrejs Žagars wurde in Sibirien, da seine Eltern nach der zweiten Besetzung Lettlands durch die Sowjetunion im Zuge der Stalinisierung des Landes 1949 aus Vaive bei Cēsis dorthin deportiert worden waren. Im Jahr nach seiner Geburt endete die Verschleppung; die Familie konnte nach Lettland zurückkehren. Andrejs Žagars wuchs in Cēsis auf. Žagars besuchte die Lettische Musikakademie Jāzeps Vītols in Riga und studierte am lettischen staatlichen Konservatorium mit den Hauptfächern Schauspiel und Film. 1982 schloss er sein Studium ab.
Žagars spielte hauptsächlich in sowjetischen und russischen Filmen. 1996 wurde er zum Intendanten der Lettischen Nationaloper berufen, die er bis 2013 leitete. Zudem arbeitete er als Theaterregisseur.

## Filmografie (Auswahl)
- 1978: Dein Sohn (Твой сын)
- 1986: Dubultnieks
- 1987: Das Leben von Klim Samgin (Жизнь Клима Самгина)
- 1987: Der Pfadfinder (Следопыт)
- 1992: Viel Glück, meine Herren (Удачи вам, господа!)

## Auszeichnungen
- 2001: Commandeur der Ehrenlegion[6]
- 2002: Drei-Sterne-Orden IV. Klasse[6]
- 2006: Orden von Oranien-Nassau[6]
- 2010: Orden der Freundschaft[6]
- 2012: Orden des Marienland-Kreuzes III. Klasse[6]